# Maćkówka (wieś)
Maćkówka – wieś w Polsce, położona w województwie podkarpackim, w powiecie przeworskim, w gminie Zarzecze, w odległości 5,5 km na północ od siedziby gminy.
W latach 1975–1998 miejscowość administracyjnie należała do województwa przemyskiego.
W 1895 we wsi urodził się Jan Dyszkiewicz – podpułkownik piechoty Wojska Polskiego.

## Części wsi
| SIMC    | Nazwa              | Rodzaj    |
| ------- | ------------------ | --------- |
| 0613375 | Potok              | część wsi |
| 0613381 | Za Dworem          | część wsi |
| 0613398 | Zalesie Maćkowskie | część wsi |